# Werner Siemens (Admiral)
Moritz Werner Siemens (* 7. März 1873; † 21. Juli 1964), war ein deutscher Seeoffizier, zuletzt Konteradmiral der Reichsmarine.

## Leben
Werner Siemens trat Mitte April 1890 in die Kaiserliche Marine ein und wurde am 7. April 1891 Seekadett. Am 28. April 1891 wurde er auf die Friedrich Carl kommandiert. 1894 war er als Unterleutnant zur See auf dem Artillerieschulschiff Mars. Am 15. März 1902 wurde er Kapitänleutnant.
Von Mai 1909 bis Mai 1911 war er als Korvettenkapitän (Beförderung am 9. November 1907) nach der erneuten Indienststellung Kommandant der Cormoran. Die Cormoran verlegte unter seinem Kommando in die Südsee und war dort an Straf- und Erkundungsexpeditionen beteiligt, bevor sie Anfang 1910 nach Apia kam. Von August 1911 bis Mitte März 1914 übernahm er die Unterseebootsabteilung und wurde in dieser Position am 12. März 1912 zum Fregattenkapitän. In Personalunion war er Chef der Unterseebootsflottille. Am 13. April 1914 wurde er zum Kapitän zur See befördert und war dann bis November 1914 I. Adjutant bei der Inspektion des U-Bootswesens. Anschließend wurde er für drei Jahre mit der Wahrnehmung der Geschäfte als Inspekteur des U-Bootswesens beauftragt, bevor er Ende Oktober 1917 die Position abgab und anschließend bis Dezember 1918 Kommandant der Großer Kurfürst war. In dieser Funktion erlebte er den Kieler Matrosenaufstand, welcher auch auf dem Schiff zu einer Meuterei führte. Am 22. Juni 1919 wurde er aus der Marine verabschiedet.
Am 22. Februar 1920 erhielt er den Charakter als Konteradmiral verliehen.
Nach dem Krieg wurde er Verwaltungsdirektor des Knappschaftskrankenhauses Bergmannswohl in Schkeuditz.